# Головко Анатолій Миколайович
Анатолій Миколайович Головко (04.09.1961 р. в с. Жовтнева Готня Бєлгородської обл) — доктор ветеринарних наук, професор, академік НААН України, заслужений діяч науки та техніки України

## Освіта
1978 р. – закінчив середню школу у с. Жовтнева Готня Борисівського району Бєлгородської обл..
1983 р. – закінчив з відзнакою ветеринарний факультет Харківського зооветеринарного інституту 
1989 р. - закінчив аспірантуру при Українському НДІ експериментальної	 ветеринарії
1989 р. – захистив дисертацію на здобуття наукового ступеню кандидата ветеринарних наук
1994 р. – присвоєне вчене звання «старший науковий співробітник»
1996 р.- захистив дисертацію на здобуття наукового ступеню доктора ветеринарних наук
2002 р. – обраний член-кореспондентом Української академії аграрних наук
2003 р. – присвоєне вчене звання «професор»
2007 р. – обраний дійсним членом (академік) Української академії аграрних наук

## Місце роботи
1983 р. – ветеринарний лікар радгоспу «Борисівський»  Бєлгородської обл.
1983 р.  – 1985 рр. - служба в лавах Радянської Армії
1985 р. - завідувач лабораторії ветеринарно-санітарної експертизи №5 м.Харків
1985 - 1999 рр. – аспірант, молодший науковий співробітник, ст.науковий співробітник, завідувач лабораторією вивчення хвороб молодняку Інституту експериментальної і клінічної ветеринарної медицини (ІЕКВМ [Архівовано 13 травня 2011 у Wayback Machine.]) УААН
1999 – 2000 рр. – заступник директора ІЕКВМ УААН з наукової работи
2000 р. – 2006 р. – директор Державного науково-контрольного інституту біотехнології і штамів мікроорганізмів МАП (ДНКІБШМ [Архівовано 29 травня 2022 у Wayback Machine.])
З квітня 2006 р. – по грудень 2010 р. – віце-президент Національної академії аграрних наук України [Архівовано 22 квітня 2016 у Wayback Machine.]
З грудня 2010 р. – по квітень 2011 р. – перший віце-президент Національної академії аграрних наук України
З квітня 2011 р – по вересень 2012 р. – директор ДНКІБШМ
З  вересня 2012 р. – по квітень 2013 р. – директор Державного науково-дослідного інституту лабораторної діагностики та ветеринарно-санітарної експертизи
З квітня 2013 р – по т.ч.. – директор ДНКІБШМ

## Наукові праці
425 наукових праць, у тому числі 14 монографій,  
5 авторських свідоцтв та 41 патент

## Наукові розробки
5 вакцин,  5 лікувально-профілактичних препаратів, 8 лікувальних препаратів, 11 діагностичних тест-систем, з них 5 -  ПЛР тест-системи. Нормативно-правові документи та стандарти з впровадження  вимог GMP, GLP та GDP в вітчизняну систему виробництва та дистриб’юції ветеринарних препаратів

## Формування нормативно-законодавчої бази галузі
Брав участь у розробці: Закону України про ветеринарну медицину; Закону України про біологічну безпеку та біологічний захист; «Програми розвитку виробництва засобів захисту тварин на основі сучасних технологій на 2001 – 2005 рр.» (зат. Постановою КМ України №948 від 08.08.2002 р.); галузевої програми ліквідації сказу; галузевої програми ліквідації хвороби Ауєски, нормативно-правових актів з біобезпеки та біозахисту та реєстрації та обігу ветеринарних препаратів

## Громадська діяльність
голова науково-методичної ради Держпродспоживслужби України; голова експертної ради Державної атестаційної комісії Міністерства освіти та науки України за спеціальностями ветеринарної медицини та зоотехнії; член Державної фармакологічної комісії ветеринарної медицини;  голова  технічного комітету №149  Держспоживстандарту України; член Міжвідомчої комісії з біобезпеки та біозахисту при РНБО України

## Міжнародна діяльність
Генеральний секретар спеціальної комісії з біологічних  стандартів Міжнародного епізоотичного бюро (2003-2006 рр.),  член  координаційної ради зі співробітництва у галузі  ветеринарії  країн СНД, експерт і член делегації України  Конвенції про заборону розробки, виробництва та накопичення біологічної та токсичної зброї

## Відзнаки та нагороди
- 1994, 2007 рр. - лауреат премії УААН  “За досягнення в аграрній науці”
- 2002 р. - подяка Кабінету Міністрів  України
- 2003 р. - почесна відзнака Міністерства аграрної політики «Знак пошани»
- 2007 р. -  почесна відзнака Міністерства аграрної політики «Відмінник аграрної освіти та науки»
- 2008 р. – почесне звання «Заслужений діяч науки і техніки України»
- 2009 р. - лауреат  державної премії України в галузі науки і техніки

Підготовка наукових кадрів – під керівництвом захищено 6 докторських та 17 кандидатських дисертацій.